# Namibian Women’s Voice
Namibian Women’s Voice (NWV) war eine autonome Frauenorganisation in Südwestafrika, die 1987 als Ergebnis einer ökumenisch geprägten Graswurzelbewegung gegründet wurde. Die Organisation hatte 13 Ortsgruppen über das gesamte Land verteilt. Mitglied konnte jede Namibierin werden. Die Aktivitäten der Organisation waren auf arme Frauen in den Städten wie auf dem Land ausgerichtet. Angesichts der Depo-Provera-Kampagne der Regierung startete die NWV die erste Debatte über Geburtenkontrolle und Reproduktionsrechte in Namibia. Obwohl die Organisation erfolgreich war, wurde sie bereits 1989 wegen Spannungen mit anderen Gruppierungen wie der SWAPO, dem SWAPO Women’s Council und dem nationalen Kirchenrat wieder aufgelöst.

## Vorgeschichte
Anders als bei der benachbarten Besatzungsmacht Südafrika, wo sich bereits in den 1950er Jahren eine Frauenbewegung entwickelte, gab es in Namibia bis Mitte der 1980er Jahre keine organisierte Frauenbewegung. Auf der einen Seite gab es wohlfahrtsorientierte Gruppierungen weißer Mittelschichtsfrauen und kirchliche Gebetskreise, auf der anderen den SWAPO Women’s Council, der auf allgemeinpolitische Mobilisierung ausgerichtet war. Ende der 1970er Jahre entwickelten sich aus der allgemeinen Ernüchterung heraus, dass die Unabhängigkeit Namibias nicht bald kommen würde, verschiedene gemeinschaftliche Basisorganisationen in den schwarzen Wohngebieten, die von unten heraus praktische Probleme angehen wollten, um so die Menschen zu ermutigen und zu ermächtigen. Diese Entwicklung wurde dadurch gestützt, dass Geldgeber aus dem Ausland kleine Gemeindeprojekte gerne finanziell unterstützten, bei politisch ausgerichteten Gruppen wie der SWAPO sich aber zurückhielten.
Aus den Frauengruppen in den Kirchen entwickelte sich eine ökumenisch geprägte Graswurzelbewegung, womit sich erstmals in der Geschichte des Landes Frauen autonom „als Frauen“ organisierten, um sich für ihre Rechte einzusetzen. Den Boden für diese Bewegung bereitete das Engagement von internationalen und Übersee-Kirchenorganisationen wie dem Weltkirchenrat (WCC) und dem Lutherischen Weltbund, die ab den frühen 1980er Jahren bestrebt waren, in Namibia Aktivitäten und Engagement der Kirchengemeinden für die Unabhängigkeitsbewegung zu unterstützen. Gleichzeitig hatte der Fokus internationaler Organisationen auf Frauenbelange bei der sozioökonomischen Entwicklung auch die internationalen christlichen Organisationen erreicht. Das führte dazu, dass Delegationen der internationalen Kirchenorganisationen bei Besuchen Namibias regelmäßig danach fragten, namibische Kirchenfrauen zu treffen. So lernten sich bei Besuchen von WCC-Delegationen die Vertreterinnen der Frauenorganisationen der unterschiedlichen namibischen Kirchen kennen und entdeckten Gemeinsames und Verbindendes.

## Gründung
Am 23. September 1984 trafen sich auf Einladung des WCC Frauen verschiedener Kirchen in der Römisch-katholischen Kirche in Windhoek-Katutura, um die dringendsten Probleme der Frauen in Namibia zu besprechen. Die Teilnehmerinnen benannten als die dringendsten Probleme namibischer Frauen einerseits praktische Alltagsprobleme wie Alkoholsucht, Arbeitslosigkeit und Jugendkriminalität, andererseits generelle politische Themen wie die Unterdrückung der Frauen durch die gesamte Gesellschaft und die politische Situation des Landes. Sie entschieden, eine ökumenische Frauenorganisation zu gründen. Ein Steuerkomitee wurde aufgesetzt, dass ab Anfang 1985 auf die Gründung einer Windhoeker Frauenorganisation hinarbeitete. In den folgenden Monaten engagierten sich Frauen unterschiedlicher Schichten, von Haushaltshilfen über Sozialarbeiterinnen, Lehrerinnen und Krankenschwestern, für die Organisation.
Vom 23. bis 29. Juni 1985 fand unter dem Namen „First National Consultation For Namibian Women“ die erste nationale Frauenkonferenz in Namibia statt, die vom Steuerkomitee organisiert worden war. Das Motto der Konferenz lautete „Frauen in der Apartheid-Situation“. An der Konferenz nahmen 300 Frauen teil, die von den WCC-Mitgliedskirchen, der Studierendenorganisation NANSO und weiteren gemeinschaftlichen Basisorganisationen kamen. Die Themen reichten von der unbefriedigenden Gesundheitssituation in Namibia bis hin zu Recht auf Bildung für Frauen und Mindestlohn für Frauen. Ein wichtiger Fokus war aber auch, wie die durch die Apartheid verursachte Zersplitterung der Frauen auf Basis von Ethnie, sozialer Schicht und Religion überwunden werden konnte. Bei der Konferenz wurden Richtlinien für die Satzung einer reinen Frauenorganisation beschlossen, die zwei Jahre später, im Juli 1987, unter dem Namen Namibian Women’s Voice ins Leben gerufen wurde. Der Name wurde begründet mit:

“The organization was named the Nambian Women's Voice, because we hope in one united voice our cry for liberation will be heard by these making the situation unbearable for us. We want to say in one strong voice that cannot be ignored, that we want change in Namibia, that in one voice we want justice, peace and freedom.”

„Die Organisation wurde Namibian Women's Voice (Stimme der namibischen Frauen) genannt, weil wir hoffen, dass unser Schrei nach Befreiung mit einer gemeinsamen Stimme von denen gehört wird, die die Situation für uns unerträglich machen. Wir wollen mit einer starken Stimme, die nicht ignoriert werden kann, sagen, dass wir einen Wandel in Namibia wollen, dass wir mit einer Stimme Gerechtigkeit, Frieden und Freiheit wollen.“

Da das Ziel eine breite Allianz über politische und kirchliche Grenzen hinweg sein sollte, sagte die Satzung explizit, dass jede namibische Frau Mitglied werden konnte. Männer sollten aber keine Rolle innerhalb der Organisation haben.

## Struktur und Mitgliedschaft
Durch ihre lokalen Entwicklungsprojekte konnte NWV internationale Hilfsgelder einwerben, was ihnen ein schnelles Wachstum ermöglichte. 1986 konnte die Organisation bereits 13 Ortsgruppen in allen Regionen Namibias aufweisen, wobei sie besonders stark im Süden und im Zentrum des Landes war. Bei den Mitgliedern dominierten Haushaltshilfen und unverheiratete Mütter. In Windhoek beteiligten sich aber auch gebildete und professionelle Schwarze Frauen, deren wirtschaftliche Situation besser war. Bis sich 1987 die Deutsche Evangelisch-Lutherische Kirche aus den Strukturen des Weltkirchenrats zurückzog, beteiligten sich auch einige weiße deutschsprachige Frauen. Die Beziehungen zwischen Schwarzen und Weißen waren allerdings aufgrund unterschiedlicher politischer Auffassungen angespannt. Progressive weiße Frauen aus Windhoek beteiligten sich erst kurz vor der Unabhängigkeit Namibias.
NWV war eine nationale Organisation, doch die lokalen Zweige legten ihre eigenen Prioritäten fest. Ihre Aktivitäten zielten in der Regel gleichzeitig auf strategische Fragen und praktische Bedürfnisse ab. Vor allem auf der nationalen Führungsebene war die kleine Schicht besser ausgebildeter Schwarzer Frauen vertreten. So war die Sozialarbeiterin Lindy Kazombaue Präsidentin und Nashilongo Elago, die in den USA einen Hochschulabschluss erworben hatte und in der dortigen Frauenbewegung aktiv gewesen war, Generalsekretärin der Organisation.Die meisten Führungspersonen der NWV waren gleichzeitig Mitglied in der SWAPO oder Mitarbeiterinnen der im Namibischen Kirchenrat zusammengeschlossenen Kirchen. Die Mobilisierungsformen der nationalen Führung unterschieden sich vom bisherigen Vorgehen zum Beispiel des SWAPO Women’s Council:

„Wir haben nicht damit angefangen, Frauen zu sagen, daß sie zu Versammlungen gehen sollen. Wir haben mit Projekten angefangen. Und dann hatten wir ein Programm, das wir 'leadership training' genannt haben. Dann bist du in die Projekte gegangen und hast gesagt: Ich komme und halte einen Workshop ab. Dort hast du über Alltagsprobleme und alles mögliche andere geredet. Du hast über Frauen in anderen Ländern berichtet. Du hast Videos gezeigt. Und bist immer weiter gegangen. Am nächsten Tag haben sie wieder genäht. Nach einigen Monaten bist du wiedergekommen. [...] Wenn du z.B. nach zwei Monaten wiederkommst, haben sie etwas Neues in Angriff genommen, das gar nicht Bestandteil des [ursprünglichen] Programms war.“

## Aktivitäten
Die Aktivitäten der neuen Organisation waren auf arme Frauen in den Städten wie auf den Land ausgerichtet, wobei bestehende kirchliche Strukturen stark genutzt wurden. Die NWV-Frauen hatten gesehen, dass die SWAPO und der SWAPO Women’s Council bei der Mobilisierung von Frauen kaum Erfolg gehabt hatten. Sie führten dies darauf zurück, dass die täglichen Problem der Frauen durch konventionelle politische Mobilisierung nicht behandelt wurden. NWV unterschied sich dabei von anderen gemeinschaftlichen Basisorganisationen dadurch, dass sie nicht nur Probleme in der Familie und in der Gemeinde in den Blick nahm, sondern auch die spezifische Situation von Frauen in einer patriarchalen Gesellschaft. Hierbei praktizierten sie schon eine intersektionale Sichtweise, indem sie die Diskriminierungen „Rasse“, „Klasse“ und „Geschlecht“ nicht getrennt, sondern integriert behandelten.
NWV führte lokale Projekte durch, um praktische Bedürfnisse von Frauen zu adressieren. Diese drehten sich im Allgemeinen um Aktivitäten, die Einkommen generieren sollten wie beispielsweise Nähen, Hühnerhaltung, Gartenbau, wie auch Kindergarten-Projekte und Suppenküchen. Daneben gab es auf nationaler Ebene Bildungsprogramme, zum Beispiel zur Erhöhung der Lesekompetenz, und bewusstseinsbildende Programme. NWV engagierte sich aber auch politisch. So war die Organisation eine Erstunterzeichnerin der ǀAe-ǁGamsKlicklaut-Deklaration, mit der die sofortige und bedingungslose Umsetzung der UN-Resolution 435 gefordert wurde. Sie engagierten sich auch gegen die rassistisch motivierte Kampagne der südafrikanischen Verwaltung, die Schwarzen Frauen nur Depo-Provera als Verhütungspille zugänglich machte, obwohl diese im Herstellerland USA selbst noch nicht zugelassen worden war. NWV startete die erste Debatte über Geburtenkontrolle und Reproduktionsrechte in Namibia.

## Anfeindungen und Auflösung
Der Erfolg von NWV führte von verschiedenen Seiten zu Druck und Anfeindungen. So wurden NWV-Mitglieder Einschüchtungsversuchen und Verhören durch die staatlichen Stellen unterworfen. Außerdem versuchten diese selbst gesponserte Organisationen in verschiedenen Landesteilen zu gründen, teils wurden Gegenprogramme unter ähnlich klingendem Namen aufgesetzt.
Doch auch von progressiven Gruppierungen wie der SWAPO und dem SWAPO Women’s Council oder dem Kirchenrat gab es Anfeindungen und Druck. Insbesondere die Tatsache, dass es sich um eine reine Frauenorganisation handelte, die Frauenfragen ins Zentrum stellte, löste bei der patriarchal geprägten SWAPO, aber auch bei anderen männlich geprägten namibischen Institutionen Irritationen aus. Auch der SWAPO Women’s Council lehnte die NWV ab. Die Spannungen wurden von den beiden Seiten unterschiedlich begründet. Ehemalige NVW-Frauen behaupteten, dass die Opposition auf dem Erfolg der NVW und deren Infragestellung der männlichen Autorität sowohl in den Kirchen als auch in den politischen Parteien beruhe. Männer hätten den Konflikt bewusst geschürt. Eine NVW-Hauptamtliche sagte: „There is a feeling that women's liberation is holding up the struggle, - that it's a distraction.“ („Es besteht das Gefühl, dass die Frauenbefreiung den Kampf aufhält – dass sie eine Ablenkung ist.“). Obwohl in der Führung von NVW viele SWAPO-Frauen vertreten waren, waren sie nicht bereit, die Organisation durch die SWAPO kontrollieren zu lassen.
Schließlich wurden die Spannungen so groß, dass die auf nationaler Ebene führenden NWV-Frauen, die alle SWAPO-Mitglieder waren, sich für eine Seite entscheiden mussten: SWAPO oder NWV. Dies führte zur praktischen Auflösung der NWV im März 1989.

## Archiv
Heike Becker übergab 2007 das von ihr von 1991 bis 1993 gesammelte Material zu Namibian Women’s Voice an das Nationalarchiv von Namibia.